# 밸리 퍼레이드
밸리 퍼레이드(Valley Parade)는 잉글랜드 웨스트요크셔주 브래드퍼드에 위치한 축구 경기장이다. 잉글랜드의 축구 클럽 브래드퍼드 시티 AFC의 홈구장이다.